# Vladimír Drápala
Vladimír Drápala (9. ledna 1885 Rožnov pod Radhoštěm – 27. května 1943 Breslau) byl československý legionář, pedagog, odbojář a oběť nacismu.

## Život
Vladimír Drápala se narodil 9. ledna 1885 v Rožnově pod Radhoštěm. Vystudoval učitelský ústav. Během první světové války byl povolán do c. a k. armády a jako příslušník 3. pěšího pluku odeslán na italskou frontu. Zde 19. srpna 1917 padl v hodnosti praporčíka do zajetí. Dne 25. dubna 1918 se přihlásil do Československých legií, kde působil u 32. a 34. pluku. Po návratu do Československa byl v roce 1919 v hodnosti rotmistra demobilizován. Vrátil se k profesi učitele, dosáhl postu řídícího učitele ve II. obecné škole chlapecké ve Vsetíně-Dolním Městě, kde dnes sídlí Střední zdravotnická škola a Vyšší odborná škola zdravotnická Vsetín. Byl členem Sokola a činovníkem vsetínského fotbalového klubu. Po německé okupaci v březnu 1939 vstoupil společně s Ing. Josefem Sousedíkem do protinacistického odboje v organizaci Obrana národa. Byl ustanoven velitelem pro okres Vsetín, mj. se spolupodílel na organizaci ilegálních přechodů osob na Slovensko a do Polska, distribuci nelegálních tiskovin a šíření informací z poslechu londýnského rozhlasu. Za svou činnost byl v lednu 1940 zatčen gestapem, obviněn z velezrady a 27. května 1943 v Breslau popraven.